# Torneo scacchistico internazionale di Bienne
Il torneo scacchistico internazionale di Biel-Bienne si svolge annualmente nel mese di luglio dal 1968 nella città svizzera di Bienne. È organizzato dalla Federazione scacchistica svizzera.
Fino al 1976 il torneo si svolgeva con la formula open col sistema svizzero su 11 turni. Dal 1977 si svolge, parallelamente al torneo open, un torneo ad inviti riservato ai Grandi Maestri, organizzato col sistema all'italiana. Il torneo del 1977 aveva 16 partecipanti (15 turni). 
Nel 1987 si giocò un torneo a doppio girone tra otto partecipanti. L'edizione del 2008 era a doppio girone con sei partecipanti.
Nel 1976, 1985 e 1993 il torneo è stato valido come torneo interzonale per la qualificazione al campionato del mondo.
Nel 2016, oltre ai tornei Open e Master, si è disputato un incontro Masters Challenge che ha visto confrontarsi Maxime Vachier-Lagrave e Pëtr Svidler in partite sia rapide che classiche, nelle quali il francese ha vinto per 8,5 - 3,5.
Nel 2025 sia il torneo Master che quello Open, chiamato anche Challengers, si è disputato mettendo insieme partite con durata Classica, Rapid,  e Blitz . 

## Albo d'oro del torneo
| Anno | Vincitore                      | Paese               |
| ---- | ------------------------------ | ------------------- |
| 1977 | Anthony Miles                  | Inghilterra         |
| 1978 | Bent Larsen                    | Danimarca           |
| 1979 | Viktor Korčnoj                 | Svizzera            |
| 1980 | Yehuda Gruenfeld               | Israele             |
| 1981 | Eric Lobron Vlastimil Hort     | Germania Rep. Ceca  |
| 1982 | John Nunn Florin Gheorghiu     | Inghilterra Romania |
| 1983 | Anthony Miles John Nunn        | Inghilterra         |
| 1984 | Vlastimil Hort Robert Hübner   | Germania            |
| 1985 | Rafayel Vahanyan               | Armenia             |
| 1986 | Leŭ Paluhaeŭski                | Unione Sovietica    |
| 1987 | Boris Gul'ko                   | Stati Uniti         |
| 1988 | Ivan Sokolov                   | Jugoslavia          |
| 1989 | Vasyl' Ivančuk                 | Unione Sovietica    |
| 1990 | Anatolij Karpov                | Unione Sovietica    |
| 1991 | Aleksej Širov                  | Lettonia            |
| 1992 | Anatolij Karpov                | Russia              |
| 1993 | Boris Gelfand                  | Bielorussia         |
| 1994 | Viktor Gavrikov                | Svizzera            |
| 1995 | Aleksej Dreev                  | Russia              |
| 1996 | Anatolij Karpov                | Russia              |
| 1997 | Viswanathan Anand              | India               |
| 1998 | Mladen Palac                   | Croazia             |
| 1999 | Jeroen Piket                   | Paesi Bassi         |
| 2000 | Pëtr Svidler                   | Russia              |
| 2001 | Viktor Korčnoj                 | Svizzera            |
| 2002 | Il'ja Smiryn                   | Israele             |
| 2003 | Aleksandr Morozevič            | Russia              |
| 2004 | Aleksandr Morozevič            | Russia              |
| 2005 | Boris Gelfand Andrei Volokitin | Israele Ucraina     |
| 2006 | Aleksandr Morozevič            | Russia              |
| 2007 | Magnus Carlsen                 | Norvegia            |
| 2008 | Evgenij Alekseev               | Russia              |
| 2009 | Maxime Vachier-Lagrave         | Francia             |
| 2010 | Fabiano Caruana                | Italia              |
| 2011 | Magnus Carlsen                 | Norvegia            |
| 2012 | Wang Hao                       | Cina                |
| 2013 | Maxime Vachier-Lagrave         | Francia             |
| 2014 | Maxime Vachier-Lagrave         | Francia             |
| 2015 | Maxime Vachier-Lagrave         | Francia             |
| 2016 | Samuel Shankland               | Stati Uniti         |
| 2017 | Hou Yifan                      | Cina                |
| 2018 | Shakhriyar Mamedyarov          | Azerbaigian         |
| 2019 | Santosh Gujrathi Vidit         | India               |
| 2020 | Radosław Wojtaszek             | Polonia[3]          |
| 2021 | Gata Kamskij                   | Stati Uniti[4]      |
| 2022 | Lê Quang Liêm                  | Vietnam[5]          |
| 2023 | Lê Quang Liêm                  | Vietnam[6]          |
| 2024 | Lê Quang Liêm                  | Vietnam[7]          |
| 2025 | Vladimir Fedoseev              | Slovenia[8]         |
- Plurivincitori:
  - 4 vittorie: Vachier-Lagrave
  - 3 vittorie: Karpov, Morozevič, Le Quang Liem
  - 2 vittorie: Gelfand, Hort, Korčnoj, Miles, Nunn, Carlsen

| #  | Anno | Vincitore                                              | Paese                                       |
| -- | ---- | ------------------------------------------------------ | ------------------------------------------- |
| 01 | 1968 | Edwin Bhend                                            | Svizzera                                    |
| 02 | 1969 | Jan Timman                                             | Paesi Bassi                                 |
| 03 | 1970 | Predrag Ostojić                                        | Jugoslavia                                  |
| 04 | 1971 | Stanimir Nikolić                                       | Jugoslavia                                  |
| 05 | 1972 | Milan Vukić                                            | Jugoslavia                                  |
| 06 | 1973 | Milan Vukić János Flesch                               | Jugoslavia Ungheria                         |
| 07 | 1974 | Bela Soos                                              | Romania                                     |
| 08 | 1975 | Mišo Cebalo John Pigott David Parr                     | Jugoslavia Australia                        |
| 09 | 1976 | Dragutin Šahović Radovan Govedarica                    | Jugoslavia                                  |
| 10 | 1977 | Miguel Quinteros                                       | Argentina                                   |
| 11 | 1978 | Charles Partos                                         | Svizzera                                    |
| 12 | 1979 | Yehuda Gruenfeld Jean Hebert                           | Israele Canada                              |
| 13 | 1980 | Israel Zilber Josip Rukavina Beat Züger Peter Scheeren | Stati Uniti Jugoslavia Svizzera Paesi Bassi |
| 14 | 1981 | Nathan Birnboim László Karsa Ron Henley Eduard Meduna  | Israele Ungheria Stati Uniti Rep. Ceca      |
| 15 | 1982 | Ivan Nemet                                             | Jugoslavia                                  |
| 16 | 1983 | Jaan Eslon                                             | Svezia                                      |
| 17 | 1984 | Carlos García Palermo                                  | Argentina                                   |
| 18 | 1985 | Ian Rogers Alon Greenfeld                              | Australia Israele                           |
| 19 | 1986 | Daniel Cámpora                                         | Argentina                                   |
| 20 | 1987 | Lev Gutman                                             | Israele                                     |
| 21 | 1988 | Gennadij Kuz'min                                       | Unione Sovietica                            |
| 22 | 1989 | Matthias Wahls                                         | Germania                                    |
| 23 | 1990 | Viktor Gavrikov                                        | Unione Sovietica                            |
| 24 | 1991 | Zurab Sturua                                           | Georgia                                     |
| 25 | 1992 | Alexander Shabalov                                     | Lettonia                                    |
| 26 | 1993 | Vadim Milov                                            | Israele                                     |
| 27 | 1994 | Utut Adianto                                           | Indonesia                                   |
| 28 | 1995 | Igor Glek                                              | Germania                                    |
| 29 | 1996 | Zurab Sturua                                           | Georgia                                     |
| 30 | 1997 | Ildar Ibragimov                                        | Russia                                      |
| 31 | 1998 | Milos Pavlović                                         | Jugoslavia                                  |
| 32 | 1999 | Vadim Milov                                            | Svizzera                                    |
| 33 | 2000 | Boris Avrukh                                           | Israele                                     |
| 34 | 2001 | Boris Avrukh                                           | Israele                                     |
| 35 | 2002 | Milos Pavlović                                         | Jugoslavia                                  |
| 36 | 2003 | Michail Ulybin                                         | Russia                                      |
| 37 | 2004 | Christian Bauer                                        | Francia                                     |
| 38 | 2005 | Michail Kobalija                                       | Russia                                      |
| 39 | 2006 | Bartosz Soćko                                          | Polonia                                     |
| 40 | 2007 | Michail Ulybin                                         | Russia                                      |
| 41 | 2008 | Vladimir Belov                                         | Russia                                      |
| 42 | 2009 | Boris Gračëv                                           | Russia                                      |
| 43 | 2010 | Aleksandr Rjazancev                                    | Russia                                      |
| 44 | 2011 | Ni Hua                                                 | Cina                                        |
| 45 | 2012 | Igor' Kurnosov                                         | Russia                                      |
| 46 | 2013 | Pentala Harikrishna                                    | India                                       |
| 47 | 2014 | Baskaran Adhiban                                       | India                                       |
| 48 | 2015 | Emil Sutovskij                                         | Israele                                     |
| 49 | 2016 | Maciej Janiszewski                                     | Polonia                                     |
| 50 | 2017 | Mateusz Bartel                                         | Polonia                                     |
| 51 | 2018 | Vaibhav Suri                                           | India                                       |
| 52 | 2019 | Amin Tabatabaei                                        | Iran                                        |
| 53 | 2020 | Christian Bauer                                        | Francia                                     |
| 54 | 2021 | Saleh Salem                                            | Emirati Arabi Uniti                         |
| 55 | 2022 | Məhəmməd Muradlı                                       | Azerbaigian                                 |
| 56 | 2023 | Bu Xiangzhi                                            | Cina                                        |
| 57 | 2024 | Rinat Jumabayev                                        | Kazakistan                                  |
| 58 | 2025 | Nikolas Theodorou                                      | Grecia                                      |